# The Sweeney
The Sweeney är en brittisk deckarserie som producerades av ITV mellan 1975 och 1978.

## Rollista i urval
- John Thaw – DI Jack Regan
- Dennis Waterman – DS George Carter
- Garfield Morgan – DCI Frank Haskins
- Nick Brimble – DC Gerry Burtonshaw
- John Flanagan – DS "Matt" Mathews (Säsong 1-2)
- Stephanie Turner – Alison Carter (Säsong 1-2)
- Martin Read – DC Jimmy Thorpe (Säsong 1-2)
- John Alkin – DS Tom Daniels (Säsong 2-4)
- James Warrior – DC Jellineck (Säsong 3-4)